# インペアード・パフォーマンス
インペアード・パフォーマンス（Impaired Performance）とは、抗ヒスタミン薬（ヒスタミンH1受容体拮抗薬）の副作用として、集中力や判断力、作業能率が低下することである。眠気を自覚しているかどうかは問わず、また自覚しにくい。鈍脳とも呼ばれる。
古い第一世代抗ヒスタミン薬は、血液脳関門を通過しやすいため脳に作用し学習や記憶、覚醒といった機能に影響するが、1980年以降に登場した第二世代抗ヒスタミン薬は、効果だけでなくそうした副作用の点でも改良されている。しかし、第二世代でも作用には幅があり、個々にはインペアード・パフォーマンスをきたすものもある。
抗ヒスタミン薬は、アトピー性皮膚炎やアレルギー性鼻炎のようなアレルギー性疾患の治療薬として広く用いられている。第一世代抗ヒスタミン薬が使われた市販の総合感冒薬や鼻炎薬では、眠気やインペアード・パフォーマンスを生じるものがある。日本では副作用の危険性があまり認識されていない。事故における医療訴訟の判例から、インペアード・パフォーマンスは意識すべきとされている。

## 抗ヒスタミン薬の第一世代と第二世代
古い第一世代抗ヒスタミン薬は、血液脳関門を通過しやすいという大きな欠点と、抗コリン作用を持っている点で、望ましくない副作用を生じさせる。このため、推奨された量を使用した場合でも、日中に傾眠、鎮静、眠気、倦怠感、および集中力と記憶力の減損を生じやすい。
1980年以降に登場した第二世代抗ヒスタミン薬は、ヒスタミン受容体に選択的に作用するため抗コリン作用を持たず、血液脳関門を通過しにくいため非鎮静性あるいは限られた鎮静性である。しかしながら、第二世代抗ヒスタミン薬においても、抗ヒスタミン作用による鎮静作用には幅があり、インペアード・パフォーマンスをきたすものも存在する。

## 鎮静作用と認知機能の低下作用
以下のようなものが、インペアード・パフォーマンスの原因といわれる。

### 抗ヒスタミン作用と脳内移行性
ヒスタミンは、大脳において学習と記憶の強化、覚醒の増加、他に摂食、体温の制御、心血管系の制御、および副腎皮質ホルモンの放出などに関わっている。抗ヒスタミン薬は、ヒスタミンH1受容体に対して、体内に存在するヒスタミンが作用するのを遮断する。
ヒスタミンは、ヒスタミンH1受容体を介して、鼻汁、くしゃみ、かゆみなどのアレルギー症状を引き起こすが、中枢神経系（脳）においては神経伝達物質の1つであり、H1受容体を介して覚醒を維持しているため、抗ヒスタミン薬には共通した副作用としての眠気が存在することになる。
初期の抗ヒスタミン薬は、中枢の抑制作用が強かったため、1980年代から中枢移行性の少ない非鎮静性の第二世代の抗ヒスタミン薬が開発されている。しかしながら
ケトチフェンなどは、日本のガイドラインで第二世代に分類されているが、脳内でのヒスタミンH1受容体の占有率から鎮静性が高いなど、第二世代でも個々では鎮静性が高いものがある。

### 抗コリン作用によるもの
古い第一世代抗ヒスタミン薬は、抗コリン作用が強く眠気の副作用も強い。この原因は、ヒスタミンH1受容体と、ムスカリンM1受容体の相同性
30%以上あることである。1980年以降に登場した第二世代抗ヒスタミン薬は、ヒスタミン受容体に選択的に作用するため抗コリン作用を持たない。

## パフォーマンスの低下
インペアード・パフォーマンスは無自覚なまま起こるということから、自動車の運転や飛行機の操縦をする人にとっては事故につながる危険性をはらんでいるほか、仕事や勉強など日常生活全般の様々な面でも不都合を生じさせる可能性がある。
アメリカ合衆国の多くの州では、鎮静性抗ヒスタミン薬を服用した自動車の運転では、罰金や運転免許停止などの処罰が課せられる。2008年現在、日本にはそのような罰則は現在ない。
日本では、車の運転に関しては、個々の医薬品の添付文書にて注意喚起の記載が異なっている。日本の医療訴訟において、インペアード・パフォーマンスを意識しない診療によって事故が起きた場合に過失となるかについて、判例からインペアード・パフォーマンスを十分に意識すべきとされている。

## 日本での認識の薄さ
日本では欧米と比較して第一世代抗ヒスタミン薬の医師による処方も多く、研究者は日本を「鎮静性抗ヒスタミン薬の天国」と形容しており、総合感冒薬や花粉症薬にも含まれており、そのため事故などに関係しており、危険性を薬の使用者に対して啓蒙する必要性があるとされている。